# Cadulus
Cadulus là một chi lớn có vỏ nhỏ trong họ Gadilidae. Nó chứa hơn năm mươi mốt loài được mô tả.

## Các loài
- Cadulus acus Dall, 1889 [cần dẫn nguồn]
- Cadulus aequalis Dall, 1881
- Cadulus agassizii Dall, 1881
- Cadulus albicomatus Dall, 1890[cần dẫn nguồn]
- Cadulus amiantus Dall, 1889[cần dẫn nguồn]
- Cadulus amphora Jeffreys, 1883
- Cadulus ampullaceus Watson, 1879
- Cadulus aratus Hedley, 1899
- Cadulus arctus Henderson, 1920 [cần dẫn nguồn]
- Cadulus artatus Locard, 1897
- Cadulus atlanticus Henderson, 1920
- Cadulus attenuatus Monterosato, 1875
- Cadulus austinclarki Emerson, 1951 [cần dẫn nguồn]
- Cadulus californicus (Pilsbry and Sharp, 1898)
- Cadulus campylus Melvill, 1906
- Cadulus catharus Henderson, 1920
- Cadulus chuni Jaeckel, 1932
- Cadulus colliverae Lamprell & Healy, 1998
- Cadulus congruens Watson, 1879
- Cadulus cucurbitus Dall, 1881
- Cadulus curtus Watson, 1879
- Cadulus cyathoides Jaeckel, 1932
- Cadulus cylindratus Jeffereys, 1877
- Cadulus delicatulus Suter, 1913
- Cadulus deschampsi Scarabino, 2008
- Cadulus deverdensis Scarabino, 2008
- Cadulus eliezeri Caetano, Scarabino & Absalão, 2006
- Cadulus euloides Melvill & Standen, 1901
- Cadulus exiguus Watson, 1879
- Cadulus florenciae Scarabino, 1995
- Cadulus foweyensis Henderson, 1920[cần dẫn nguồn]
- Cadulus gibbus Jeffreys, 1883
- Cadulus glans Scarabino, 1995
- Cadulus gracilis Jeffreys, 1877
- Cadulus greenlawi Dall, 1889 [cần dẫn nguồn]
- Cadulus iota Henderson, 1920 [cần dẫn nguồn]
- Cadulus jeffreysi (Monterosato, 1875)
- Cadulus labeyriei Scarabino, 1995
- Cadulus lemniscoides Scarabino, 2008
- Cadulus loyaltyensis Scarabino, 2008
- Cadulus lunulus Dall, 1881
- Cadulus macleani Emerson, 1978
- Cadulus mayori (J. B. Henderson, 1920) [cần dẫn nguồn]
- Cadulus miamiensis J. B. Henderson, 1920 [cần dẫn nguồn]
- Cadulus minusculus Dall, 1889
- Cadulus monterosatoi Locard, 1897
- Cadulus nerta Caetano, Scarabino & Absalão, 2006
- Cadulus obesus Watson, 1879
- Cadulus occiduus Verco, 1911
- Cadulus ovulum (Philippi, 1844)
- Cadulus parvus J. B. Henderson, 1920
- Cadulus platei Jaeckel, 1932
- Cadulus platensis Henderson, 1920
- Cadulus podagrinus Henderson, 1920
- Cadulus propinquus Sars G.O., 1878
- Cadulus providensis Henderson, 1920 [cần dẫn nguồn]
- Cadulus quadridentatus Dall, 1881 [cần dẫn nguồn]
- Cadulus quadrifissatus (Pilsbry and Sharp, 1898) [cần dẫn nguồn]
- Cadulus rastridens Watson, 1879 [cần dẫn nguồn]
- Cadulus regularis Henderson, 1920 [cần dẫn nguồn]
- Cadulus rocroii Scarabino, 2008
- Cadulus rossoi Nicklès, 1979
- Cadulus rudmani Lamprell & Healy, 1998
- Cadulus scarabinoi Steiner & Kabat, 2004
- Cadulus siberutensis Jaeckel, 1932
- Cadulus simillimus Watson, 1879
- Cadulus sofiae Scarabino, 1995
- Cadulus stearnsii (Pilsbry and Sharp, 1898) [cần dẫn nguồn]
- Cadulus subfusiformis (M. Sars, 1865)
- Cadulus teliger Finlay, 1927
- Cadulus tersus Henderson, 1920
- Cadulus tetraschistus (Watson, 1879) [cần dẫn nguồn]
- Cadulus tetrodon Pilsbry and Sharp, 1898 [cần dẫn nguồn]
- Cadulus thielei Plate, 1908
- Cadulus tolmiei (Dall, 1897) [cần dẫn nguồn]
- Cadulus transitorius (J. B. Henderson, 1920) - inflated toothshell
- Cadulus tumidosus Jeffreys, 1877
- Cadulus unilobatus V. Scarabino & F. Scarabino, 2011
- Cadulus valdiviae Jaeckel, 1932
- Cadulus vincentianus Cotton & Godfrey, 1940
- Cadulus watsoni Dall, 1881[cần dẫn nguồn]
- Cadulus woodhousae Lamprell & Healy, 1998

Các loài có danh pháp đồng nghĩa
- Cadulus aberrans Whiteaves, 1887: đồng nghĩa với Gadila aberrans (Whiteaves, 1887)
- Cadulus booceras Tomlin, 1926: đồng nghĩa với Siphonodentalium booceras (Tomlin, 1926)
- Cadulus carolinensis Bush, 1885: đồng nghĩa với Polyschides carolinensis (Bush, 1885)
- Cadulus domingensis (d'Orbigny in Mörch, 1863): đồng nghĩa với Gadila dominguensis (d'Orbigny, 1853)
- Cadulus carolinensis Bush, 1885: đồng nghĩa với Polyschides carolinensis (Bush, 1885)
- Cadulus colubridens Watson, 1879: đồng nghĩa với Siphonodentalium colubridens (R. B. Watson, 1879)
- Cadulus elongatus J. B. Henderson, 1920: đồng nghĩa với Gadila elongata (Henderson, 1920)
- Cadulus fusiformis Pilsbry and Sharp, 1898: đồng nghĩa với Gadila aberrans (Whiteaves, 1887)
- Cadulus grandis A. E. Verrill, 1884: đồng nghĩa với Polyschides grandis (Verrill, 1884)
- Cadulus halius Henderson, 1920: đồng nghĩa với Cadulus podagrinus Henderson, 1920
- Cadulus hepburni (Dall, 1897): đồng nghĩa với Gadila aberrans (Whiteaves, 1887)
- Cadulus laevis (Brazier, 1877): đồng nghĩa với Ditrupa gracillima Grube, 1878
- Cadulus martini Scarabino, 1995: đồng nghĩa với Cadulus scarabinoi Steiner & Kabat, 2004
- Cadulus nitentior Arnold, 1903 †: đồng nghĩa với Gadila aberrans (Whiteaves, 1887)
- Cadulus nitidus: đồng nghĩa với Polyschides nitidus (Henderson, 1920)
- Cadulus pandionis (A. E. Verrill and S. Smith, 1880): đồng nghĩa với Gadila pandionis (Verrill & Smith, 1880)
- Cadulus perpusillus (Sowerby, 1832): đồng nghĩa với Gadila perpusilla (Sowerby in Broderip & Sowerby, 1832)
- Cadulus peruvianus Dall, 1908: đồng nghĩa với Gadila peruviana (Dall, 1908)
- Cadulus poculum Dall, 1889: đồng nghĩa với Gadila pocula (Dall, 1889)
- Cadulus rushii Pilsbry and Sharp, 1898: đồng nghĩa với Polyschides rushii (Pilsbry & Sharp, 1898)
- Cadulus simpsoni Henderson, 1920: synonym of Gadila simpsoni Henderson, 1920
- Cadulus spectabilis A. E. Verrill, 1885: đồng nghĩa với Polyschides spectabilis (A. E. Verrill, 1885)
- Cadulus strangulatus Locard, 1897: đồng nghĩa với Gadila strangulata (Locard, 1897)
- Cadulus striatus Pilsbry and Sharp, 1898: đồng nghĩa với Gadila striata (Pilsbry & Sharp, 1898)
- Cadulus subtilis Plate, 1908: đồng nghĩa với Ditrupa gracillima Grube, 1878
- Cadulus verrilli Henderson, 1920: đồng nghĩa với Gadila verrilli (Henderson, 1920)
- Cadulus viperidens Melvill & Standen, 1896: đồng nghĩa với Dischides viperidens (Melvill & Standen, 1896)